# Кива
Кива — церемониальное сооружение индейцев юга и юго-запада США. Термин обычно применяется к сооружениям такого рода культуры пуэбло и предшествовавших культур древних пуэбло — Анасази, Могольон, Хохокам и Патайян.
Традиционной принадлежностью кивы является ритуальное отверстие-сипапу.

Известные кивы
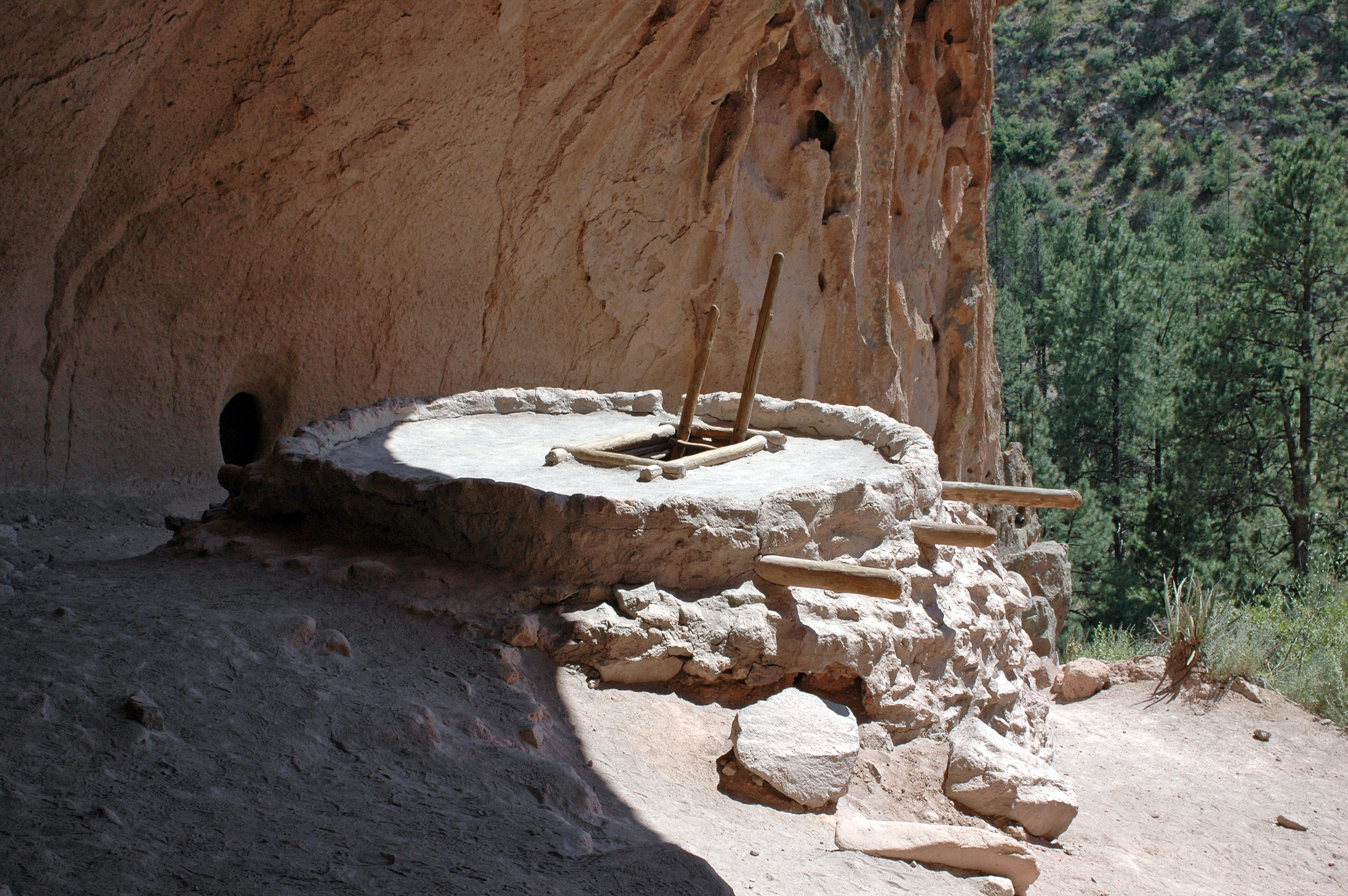
Реконструкция кивы, Национальный монумент Бандельер.
Интерьер реконструированной кивы, национальный парк Меса-Верде.
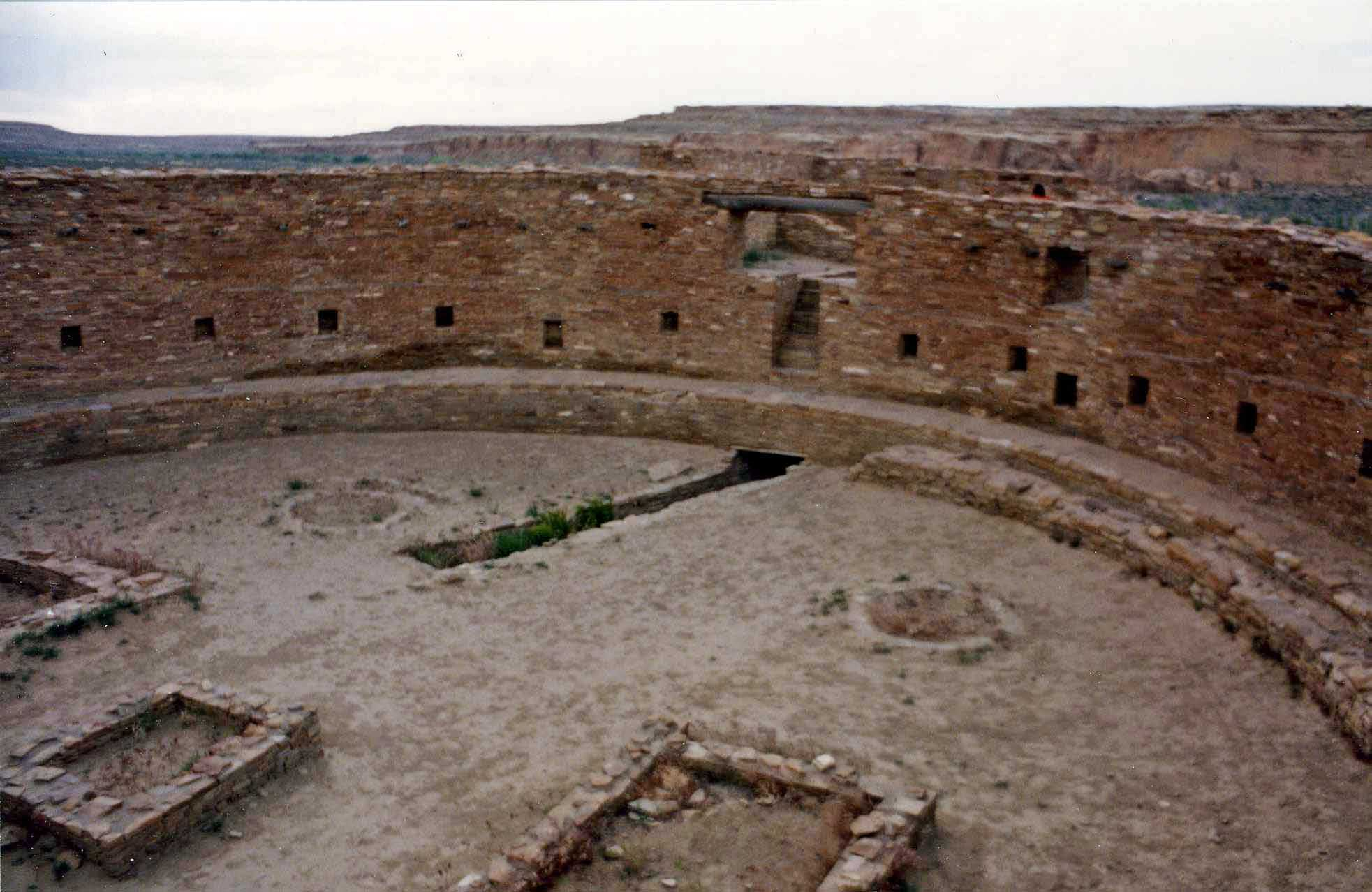
Руины Великой кивы, Чако-каньон.